# Tyler Wade
Tyler Dean Wade (Murrieta, California, 23 de noviembre de 1994), más conocido como Tyler Wade, es un jugador profesional estadounidense de béisbol que se desempeña en la posición de tercera base en San Diego Padres, equipo de las Grandes Ligas de Béisbol (MLB).

## Carrera
Wade hizo su debut en la MLB con el equipo New York Yankees, en el cual jugó cinco temporadas (2017-2021), después pasó a Los Angeles Angels (2022), luego a Oakland Athletics (2023), posteriormente a San Diego Padres, donde lleva jugando una temporada.